# Lepospondyli
Lepospondyli là một nhóm động vật bốn chân đa dạng sống từ đầu kỷ Cacbon đến đầu Permi. Với ngoại lệ là một mẫu hóa thạch (Diplocaulus minumus) từ Maroc có niên đại vào cuối kỷ Permi, thì các hóa thạch của nhóm này chỉ hạn chế châu Âu và Bắc Mỹ. Năm nhóm khác nhau hiện đã được biết là: Adelospondyli; Aïstopoda; Lysorophia; Microsauria và Nectridea. Lepospondyli có các hình thức cơ thể đa dạng và bao gồm các loài có cơ thể giống kỳ giông, lươn hay rắn, hoặc giống như thằn lằn. Không có chi nào thực sự to lớn (chi to lớn nhất, Diplocaulus, đạt đến một mét chiều dài, nhưng hầu hết nhỏ hơn nhiều). Lepospondyli được đặt tên vào năm 1888 bởi Karl Alfred von Zittel, người đã nghĩ ra tên gọi này để bao gồm một số động vật bốn chân từ Đại Cổ Sinh chia sẻ một số đặc trưng chung về dây sống và răng.

## Phân loại

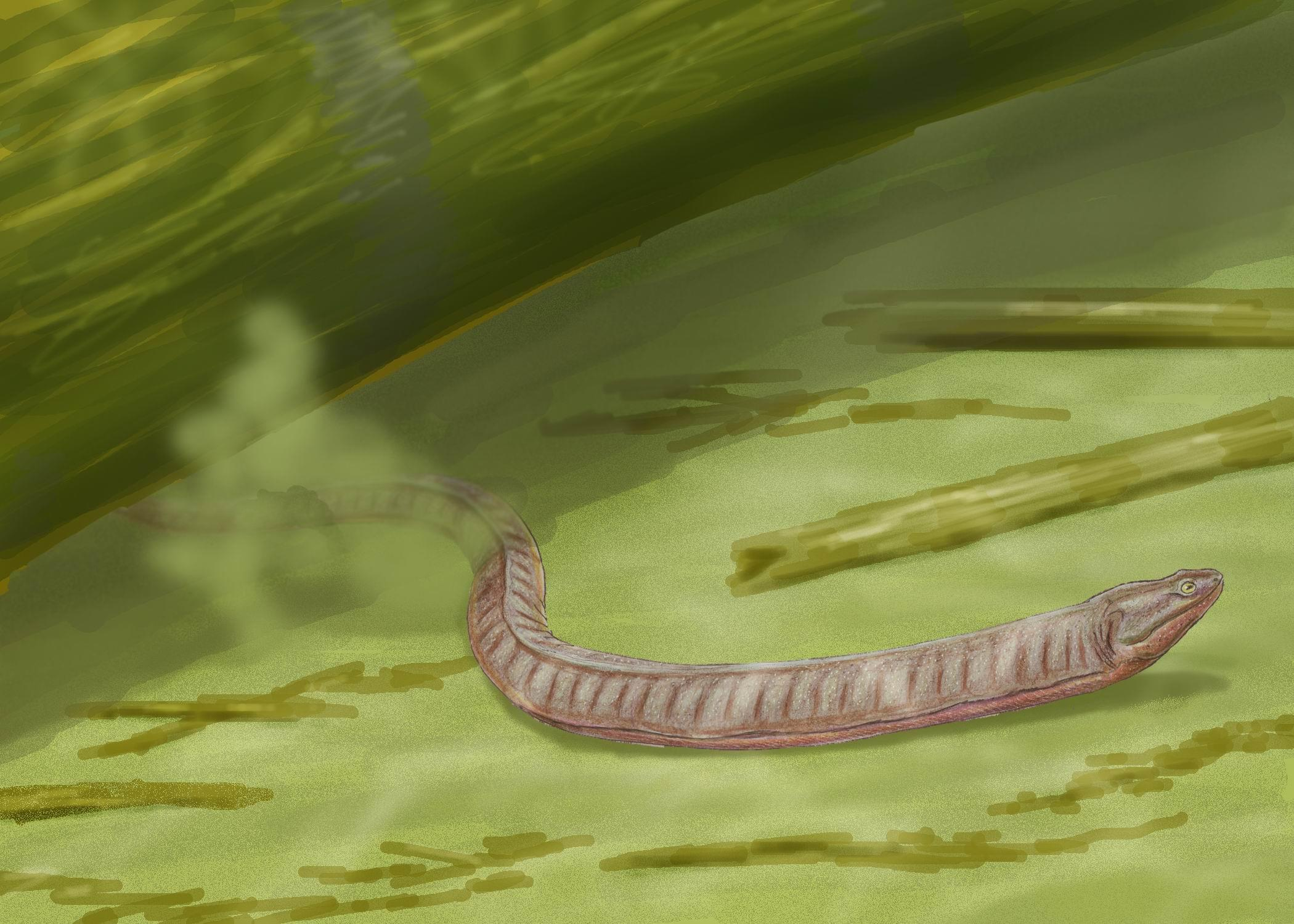
Adelospondylus, an adelospondyl

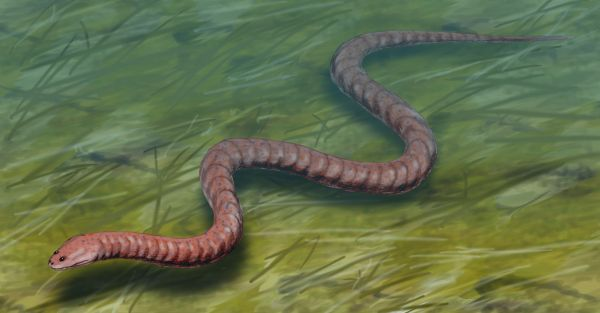
Ophiderpeton, an aïstopod

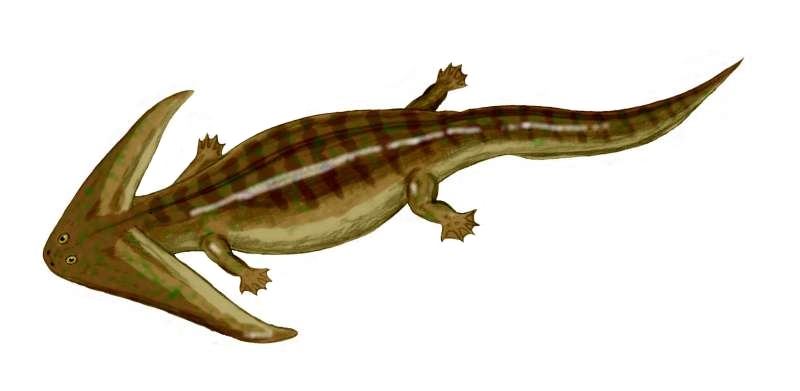
Diplocaulus, a nectridean

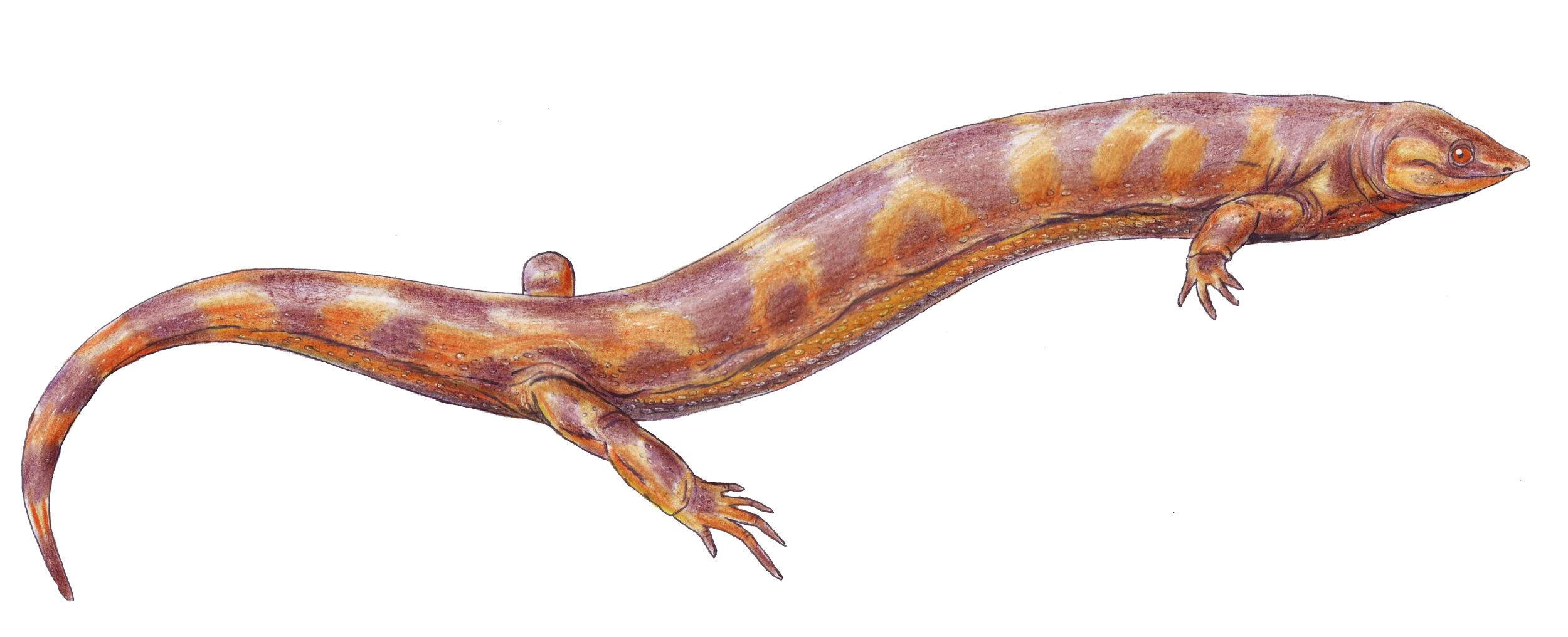
Pelodosotis, a microsaur

Lớp Lưỡng cư
- Phân lớp LEPOSPONDYLI
  - Bộ Adelospondyli
  - Họ Acherontiscidae
  - Bộ Aïstopoda
    - Họ Lethiscidae
    - Họ Ophiderpetontidae
    - Họ Oestocephalidae
    - Họ Pseudophlegethontiidae
    - Họ Phlegethontiidae

  - Bộ Nectridea
    - Arizonerpeton
    - Họ Scincosauridae
    - Họ Diplocaulidae
    - Họ Urocordylidae

  - Siêu bộ Microsauria
    - Họ Odonterpentontidae
    - Tuditanomorpha
      - Họ Pantylidae
      - Họ Tuditanidae
      - Họ Hapsidopareiontidae
      - Họ Gymnarthridae
      - Họ Ostodolepidae
      - Họ Trihecatontidae
      - Họ Goniorhynchidae
      - Họ Brachystelechidae

    - Bộ Lysorophia
      - Họ Cocytinidae